# Justus Lion
Justus Carl Lion, född 13 mars 1829, död 30 maj 1901, var en tysk gymnastisk teoretiker och författare.
Fram till 1856 var Lion lärare i Grossgerau och i Bremerhaven. Han kallades 1862 till gymnastikinspektör för skolorna i Leipzig och 1881 för ett flertal högre undervisningsanstalter i Sachsen. Lion var ivrig motståndare till den lingska gymastiken och verkade för ett ordnat bedrivande av Friedrich Ludwig Jahns Turnen samt till befästande av dess hegemoni i Tysklands skolor. Bland hans skrifter märks Bemerkungen über Turnunterricht in Knaben- und Mädchenschulen (4:e upplagan 1888). Fram till 1875 redigerade han Deutsche Turnzeitung.